# Angelica Balabanova

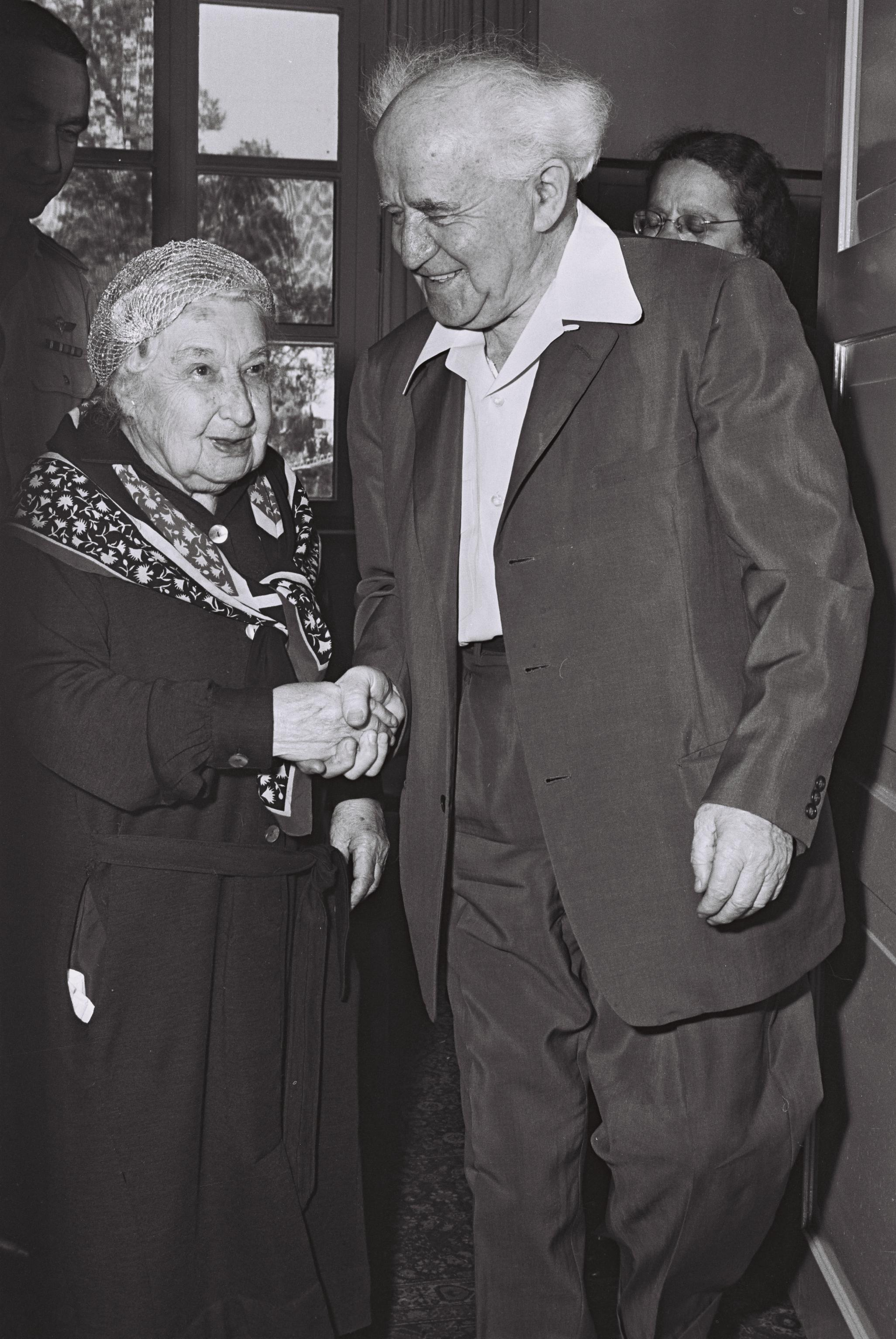
Angelika Balabanova (links) und David Ben-Gurion (rechts) (1962)

Angelica Balabanova, auch Balabanoff, (ursprünglich Анжелика Исааковна Балабанова/Anschelika Issaakowna Balabanowa; * wahrscheinlich 8. Mai 1869 in Tschernigow; † 25. November 1965 in Rom) war eine international tätige sozialistische Politikerin und Publizistin.

## Geburtsdatum
Ihr tatsächliches Geburtsdatum hielt Balabanova ihr Leben lang geheim. Die Biografin Maria Lafont stieß bei ihren Recherchen in Dokumenten auf mindestens zehn verschiedene Daten, die zwischen 1869 und 1878 liegen und bei denen sowohl Tag als auch Monat abweichen. Bei einer Befragung durch die Schweizer Behörden gab Balabanova an, sich selbst nicht mehr an das exakte Datum erinnern zu können. Das Datum auf ihrem Grabstein lautet 4. August 1877 und geht zurück auf eine Anweisung an ihre Nachlassverwalter, diesen Tag zu ihrem offiziellen Geburtstag zu erklären. Lafont hält aufgrund eigener Recherchen in verschiedenen Briefen allerdings den 8. Mai 1869 für das wahrscheinliche Geburtsdatum und vermutet, dass Balabanova sich ihr Leben lang jünger gemacht hat, möglicherweise um eine frühe Ehe in der Ukraine zu verschleiern. Offizielle Geburtsregister sind nicht mehr auffindbar.

## Leben
Angelica Balabanova wurde in einer wohlhabenden jüdischen Familie in der Ukraine geboren und erhielt eine sorgfältige Erziehung. 1895 ging sie ins Ausland und studierte an der Freien Universität in Brüssel, wo sie kommunistische Ideen kennenlernte. Danach war sie an den Universitäten in Leipzig und Berlin. Sie zog nach Rom und promovierte bei Antonio Labriola. Balabanova begann eingewanderte Arbeiter der Textilindustrie zu organisieren. Sie wurde Vorsitzende des Partito Socialista Italiano (PSI), stand in engem Kontakt mit der russischen Revolutionsbewegung und war auch Wegbegleiterin von Mussolini, der Chefredakteur der sozialistischen Zeitung Avanti war. Als dieser sich nicht mehr gegen Krieg aussprach, wandte sie sich noch vor dem Beginn des Ersten Weltkrieges von ihm ab. Balabanova arbeitete im Exekutiv-Komitee der sozialistischen Frauen-Union mit und organisierte zusammen mit Clara Zetkin Frauen-Kongresse. Während des Ersten Weltkrieges rückte sie innerhalb der Arbeiterbewegung nach links und beteiligte sich an der Zimmerwalder Konferenz, wo sie gegen die Burgfriedenspolitik eintrat.
Nach der Russischen Revolution zog sie nach Russland und arbeitete 1919 als Sekretärin der Kommunistischen Internationalen. Sie wurde zur Kritikerin der Bolschewiki und kehrte nach Italien zurück. Aufgrund des zunehmenden Einflusses des Faschismus in Italien ging sie ins Exil in die Schweiz, wo sie 1928 Paris Avanti! herausgab. Sie gehörte zu den führenden Köpfen der unter dem Namen Pariser- und Londoner Büro bekannten internationalen linkssozialistischen Vereinigungen. Während des Zweiten Weltkriegs lebte sie in den USA. Nach der Spaltung des Partito Socialista Italiano 1947 gehörte sie dem Partito Socialista dei Lavoratori Italiani (PSLI) bzw. später dem Partito Socialista Democratico Italiano an. Sie war weiterhin in internationale sozialistische Aktivitäten involviert, bis ihr Alter sie ab 1964 davon abhielt.
Ihr schriftlicher Nachlass wird vom Internationaal Instituut voor Sociale Geschiedenis in Amsterdam betreut.

## Werke (Auswahl)
- Il vostro Dovere in tempo di Elezioni. [Dedicato] Alle Proletarie.  Cooperativa Tipografica Sociale, Lugano 1904
- Die Zimmerwalder Bewegung 1914–1919. In:  Archiv für die Geschichte des Sozialismus und der Arbeiterbewegung 12 (1926), S. 310–413 (Digitalisat) und 13 (1928), S. 232–284. (Digitalisat)
  - Neudruck: Die Zimmerwalder Bewegung 1914–1919. Hirschfeld, Leipzig 1928 (Die Internationale und der Weltkrieg. Gesammelt von Carl Grünberg; 2)
- Erziehung der Massen zum Marxismus: psychologisch-pädagogische Betrachtungen. Laubsche Verlagsbuchhandlung, Berlin 1927
- Erinnerungen und Erlebnisse. Laubsche Verlagsbuchhandlung, Berlin 1927
- Wesen und Werdegang des italienischen Faschismus. Hess, Wien 1931
- My life as a rebel. Hamish Hamilton, London 1938
- Lenin visto da vicino. Opere Nuove, Roma 1959
  - deutsche Übersetzung: Lenin: psychologische Beobachtungen und Betrachtungen. Verlag für Literatur und Zeitgeschehen, Hannover 1959
  - englische Übersetzung: Impressions of Lenin. Univ. of Michigan Press, Ann Arbor 1964, illustriert von Quentin Fiore
- Lenin oder: Der Zweck heiligt die Mittel, Dietz Verlag, Berlin 2013 (revidierte Ausgabe der Übersetzung von 1961), ISBN 978-3-320-02353-9